# Glypta calva
Glypta calva là một loài tò vò trong họ Ichneumonidae.